# Rhynchina ferreipars
Rhynchina ferreipars là một loài bướm đêm trong họ Erebidae.